# Omega Centauri
Omega Centauri ligger i stjernebilledet Centaurus (Kentauren) og er vores galakses største stjernehob. Omega Centauri er, som næsten alle store stjernehobe, en kuglehob.
Man mener at Omega Centauri var kernen af en mindre galakse som Mælkevejen "slugte hel". Og den har en diameter på 150 lysår, hvilket betyder at den er større end nogle få små galakser.

Stjernerne i kuglehoben er så tæt sammenpakket, at hvis der zoomes ind på midten hvor billedet viste 50.000 stjerner, ville et lige så stort område omkring os kun vise 6 stjerner!

## Fakta
- Diameter: 150 lysår (1.419.000.000.000.000 km)
- Afstand: 17.000 lysår. (160.820.000.000.000.000 km)
- Antal stjerner: Lidt under 10 millioner.